# Жизнь прекрасна (фильм, 2011)
«Жизнь прекрасна», также известен как «У меня рак» (англ. 50/50) — трагикомедийный фильм режиссёра Джонатана Ливайна с участием Джозефа Гордон-Левитта и Сета Рогена. Премьера фильма в США состоялась 30 сентября 2011 года.

## Сюжет
Молодой человек узнаёт, что у него рак, но старается не отчаиваться. Его поддерживает друг, и они вместе пытаются находить светлые стороны в том, что произошло.

## В ролях
- Джозеф Гордон-Левитт — Адам
- Сет Роген — Кайл
- Анна Кендрик — Кэти
- Брайс Даллас Ховард — Рэйчел
- Анжелика Хьюстон — Диана
- Серж Уд[англ.] — Ричард
- Мария Авгеропулос — Эллисон
- Филип Бейкер Холл — Алан
- Мэтт Фрюер — Митч
- Луиза Д’Оливера — Аджабелль
- Эндрю Эйрли — доктор Росс

## Саундтрек
1. «High And Dry» — Radiohead
2. «The Other Side of Mt. Heart Attack» — Liars
3. «Bricks or Coconuts» — Jacuzzi Boys
4. «Simplicity» — Harmony & Balance
5. «New Country» — The Walkmen
6. «To Love Somebody» — Bee Gees
7. «Work To Do» — The Aggrolites
8. «Turn It Down» — Sideway Runners
9. «Stay The Same» — autoKratz
10. «Soul Connection» — The Diplomats of Solid Sound
11. «Too Late for Dancing» — Shapes and Sizes
12. «Days Gone Down (Still Got The Light In Your Eyes)» — Gerry Rafferty
13. «Crying» — Roy Orbison
14. «Yellow Ledbetter» — Pearl Jam

## Производство
Сценарий фильма был написан Уиллом Райзером на основе собственного опыта борьбы с раком, и рабочим названием картины было I’m With Cancer (с англ. — «У меня рак»). Позднее фильм получил название Live With It (с англ. — «Живи с этим»), однако перед выходом на экраны был переименован в «50/50».
Главную роль должен был сыграть Джеймс Макэвой, но отказался от роли в связи с предстоящим рождением ребёнка и был заменён Джозефом Гордоном-Левиттом.
Джозеф Гордон-Левитт в действительности постригся наголо в первый же день съёмок. Сцена не была прописана в сценарии и явилась импровизацией Гордона-Левитта и Сета Рогена.
На премьере фильма Гордон-Левитт рассказал, что нервничал во время съёмок этой сцены из-за того, что на неё у актёров был всего один дубль, поскольку нельзя побрить голову дважды. Роген признал, что такая импровизация была рискованным шагом, но эпизод, по его мнению, вышел забавным.

## Отзывы
Фильм был тепло встречен кинокритиками. На сайте Rotten Tomatoes рейтинг фильма составляет 93 %, на основании 196 рецензий критиков, средний рейтинг картины составляет 7,7 из 10. Сайт Metacritic дал фильму оценку в 72 балла из 100 на основе 42 обзоров.

## Награды и номинации
- 2011 — участие в кинофестивалях в Торонто и Лондоне
- 2011 — две премии Национального совета кинокритиков США: лучший независимый фильм, лучший оригинальный сценарий (Уилл Райзер)
- 2012 — две номинации на премию «Золотой глобус»: лучший фильм — комедия или мюзикл, лучшая мужская роль в комедии или мюзикле (Джозеф Гордон-Левитт)
- 2012 — три номинации на премию «Независимый дух»: лучший фильм (Эван Голдберг, Сет Роген, Бен Карлин), лучший дебютный сценарий (Уилл Райзер; победа), лучшая женская роль второго плана (Анжелика Хьюстон)
- 2012 — номинация на премию Гильдии сценаристов США за лучший оригинальный сценарий (Уилл Райзер)